# Lacey Von Erich
Lacey Adkisson (17 de julho de 1986) é uma lutadora de wrestling estadunidense melhor conhecida pelo seu ring name Lacey Von Erich. Trabalhou para a Total Nonstop Action Wrestling de 2009 até 2010. É filha de Kerry Von Erich.

## No wrestling
- Finisher e golpes especiais
  - Chokeslam[3]
  - Tornado Punch - variação do golpe de Kerry Von Erich
  - Von Erich Claw (Iron Claw)
  - Body scissor – variação do golpe usado por Kevin Von Erich
- Música de entrada
  - "Angel on My Shoulder" de Dale Oliver (TNA)[4]

## Títulos e prêmios
- Total Nonstop Action Wrestling
  - TNA Knockout Tag Team Championship (1 vez) - com Madison Rayne e Velvet Sky